# Dead Silence (album)
Dead Silence is het vijfde studioalbum van de Canadese rockband Billy Talent. Het is uitgegeven op 11 september 2012, en geproduceerd door Ian D'sa. De band is begonnen met het opnemen van materiaal voor het album op 25 november 2011, en was klaar met opnemen in juli 2012.
De titel en de cover van het album werden bekendgemaakt via de socialemedia-accounts en de officiële website van de band op 11 juli 2012. De eerste single van het album, "Viking Death March", werd uitgegeven op 26 mei 2012. De cover van het album is gemaakt door de artiest Ken Taylor.

## Nummers
1. "Lonely Road to Absolution" - 1:15
2. "Viking Death March" - 4:04
3. "Surprise Surprise" - 3:08
4. "Runnin' Across the Tracks" - 4:19
5. "Love Was Still Around" - 3:46
6. "Stand Up and Run" - 3:20
7. "Crooked Minds" - 5:04
8. "Man Alive!" - 3:36
9. "Hanging by a Thread" - 3:53
10. "Cure for the Enemy" - 4:26
11. "Don't Count on the Wicked" - 4:08
12. "Show Me the Way" - 3:06
13. "Swallowed Up by the Ocean" - 5:02
14. "Dead Silence" - 4:49